# تعلقه گولارچی
تعلقه گولارچی (به انگلیسی: Golarchi Taluka) یک منطقهٔ مسکونی در پاکستان است که در ایالت سند واقع شده‌است. تعلقه گولارچی ۱۰ متر بالاتر از سطح دریا واقع شده‌است.